# Xavi Lite
Xavier Lite Martínez (Xavi Lite) (Barcelona, España, 1969) es un actor español de cine, televisión y teatro conocido principalmente por el público catalán por su participación en la serie Gran Nord de TV3. En la televisión nacional destacan sus trabajos en series como Maitena: Estados alterados.

## Biografía
Actor, cantante y profesor de Teatro Aplicado y de Reminiscencia para ancianos y ancianas. Especialista en voz y técnicas respiratorias.
Formado musicalmente en la "Escola de Música Moderna de Badalona" vinculada al Conservatorio Profesional de Música de Badalona (donde ejerció también cursos de solfeo y piano). Como actor su formación parte de diferentes escuelas en Barcelona y múltiples seminarios. Constante formación continua. Postgraduado en Teatro y Educación por el "Institut del Teatre de Barcelona" y especialista en técnicas de voz y respiración, materia que estudia en el "Institut del Teatre", y en la Escuela de Patología del Lenguaje de Barcelona. Diplomado en Chi- Kung.
Fundador y cantante del cuarteto a capela “Game of Tones bcn”.
En su dilatada carrera profesional, encontramos trabajos como "Amants" ganadora del Premio MAX a mejor obra de teatro musical nacional en el año 2004. Destaca su trabajo en teatro musical en la obra "Mar i Cel" interpretando el papel de Hassén (2014-2016).  En la pequeña pantalla lo hemos podido ver en series tan relevantes como "Gran Nord" TV3, “Maitena, Estados Alterados” La Sexta, “Gavilanes” Antena 3, y un largo etc. con más de cincuenta créditos a sus espaldas en términos de audiovisual.

## Cine y Televisión
2024 “Si es martes, es asesinato”. LAZONA Producciones. Dir. Salvador Calvo y Abigail Schaff. DISNEY PLUS. "Toni"  
2024 “Asalto al Banco Central”. Brutal Media. Daniel Calparsoro. NETFLIX. "Antonio Tejero".  
2023. “Amar es para siempre”. Prod. Diagonal Televisión. Antena 3. "Felipe Soria"".  
2022. "Sky rojo 3". Dir.Álex Pina y Esther Martínez Lobato. NETFLIX Secundario. "Toni".  
2022. "La niña de la comunión" Dir. Víctor García. Secundario. "Antonio". Prod. Ikiru Films
2020. “El inocente”.  Dir. Oriol Paulo. NETFLIX. “Matías Oddone”
2019.  “Desaparecidos”. Dir. Jacobo Martos. Mediaset España. Secundario. “Antonio”
2019.  “ADÚ”.  Dir. Salvador Calvo. Ikiru Films. “Policía”
2017.  “Yucatán”.  Dir. Daniel Monzón. Ikiru Films. “Marco”
2016. “Velvet”.  Dir. Manuel Gómez Pereira. Bambú Producciones. “Valentín”
2016. “El padre de Caín”.  Dir. Salvador Calvo. Boomerang TV. “Comandante Guardia Civil”
2014. “Hermanos”. Dir. Salvador Calvo. Multipark Function. “Director banco”
2013. “El secreto de Puente Viejo”. Dir. Alberto Pernet. Ida y Vuelta P.F.  “Rafael, El Jato”
2013/12. “Gran Nord”. Dir. Jesús Font. Veranda TV. “Sargent Rius”
2013. “Hijo de Caín”. Dir. Jesús Monllaó. Life & Pictures. “Médico”
2012. “Los últimos días”.  Dir. David y Alex Pastor. Morena Films. “Segurata”
2012.  “La que se avecina”. Dir. Laura Caballero. Miramón Mendi. “Alejo”
2012.  “COMO ALAS AL VIENTO”. Daniela Féjerman. Antena 3 TV. “Manolo Escobar”
2011.  “La Sagrada Familia”. Dir. Joan Lluís Bozzo. Mediapro. “Eddie”
2010.  “La Riera”. Dir. Pere Puig. TV3. “Fabra”
2010.  “Gavilanes”. Dir. Jesus Font. Gestmusic. “Simón”
2010.  “Pelotas”. Dir. Oriol Ferrer. El Terrat. “Policía”
2010.  “Ventdelplà”. Dir. Kiko Ruíz Claverol. Diagonal TV. “Nasi”
2008/10. “Maitena: Estados alterados”. Dir. Eva Lesmes. Cuatro Cabezas.  “César”
2008. “Sin tetas no hay paraiso”. Dir. Salvador Calvo. Grundy Producciones. “Cirujano plástico”
2008.  “ENGRENAGES II”.  Canal Plus France. Secundario capitular.
2008.  “HOMBRE CERO”. Dir. Carles Schenner. Activa Films. “Gregor Samsa”
2008 . “13 ANYS I UN DIA”. Dir. Jesús Font. TV3. “Mosso d’esquadra”
2007.  “CUESTIÓN DE SEXO”. Dir. Juan González Gabriel. Notro Films. “Raúl”
2007.  “EL COR DE LA CIUTAT”. Dir. Enric Banqué. TV3. “Llovera”.
2007.  “R.I.S. CIENTÍFICA”. Dir. Salvador Calvo. Videomedia. “Fernando Fuentes”
2006.  “HOSPITAL CENTRAL”. Dir. Javier Pizarro. Estudios Picasso. “Francisco”
2006.  “CON DOS TACONES”. Dir. Manuel Estudillo. Bocaboca Producciones. “Félix”
2006.  “JET LAG”. Dir. Sonia Sánchez. T de Teatre. “Amante”
2005.  “EL TRIUNFO”. Dir. Mireia Ros. Canónigo Films. “El Mayor”
2005.  “LE DERNIER SEIGNEUR DES BALKANS”. Dir. Michel Favart. F. Productions. “Dusan”
2005.  “LIBRO DE FAMILIA”. Ricard Figueras. In Vitro Films
2004.  “EL COMISARIO”. Dir. Mateo Meléndrez. Estudios Picasso. “Párroco”
2004.  “PEPE CARVALHO”. Dir. Fabrice Cazeneuve. ICC. “Riudoms”
2003.  “EL TRÁNSFUGA”. Dir. Jesús Font. Prodigius Audiovisual. “Banquero”

## Teatro
2020. "EQUUS" de Peter Shaffer. Dir. Denís Fornés. Cop de Teatre. Escenari Joan Brossa. "Frank Strang".
2014-16. “MAR I CEL” de Àngel Guimerà. Dir. Joan Lluís Bozzo. Musical. Dagoll Dagom. Teatre Victòria. “Hassèn”
2005. “FUENTEOVEJUNA”. de Lope de Vega. Dir. Ramón Simó. Teatre Nacional de Catalunya. “Cuadrado”
2004. “HERMANOS DE SANGRE” de Willy Russell. Dir. Luís Ramírez. Musical. Teatre Novedades. “Sammy”
2003. “AMANTS” de Joe DiPietro. Dir. Paco Mir. Musical. Teatre Villarroel. Premio MAX 2004 al mejor musical nacional. “Múltiples personajes”
2001. “EL INSPECTOR” de Nikolái Gógol. Dir. Sue Flack. Teatre Nou Tantarantana. “Cartero”
2000. “SUPERTOT” de J.M. Benet i Jornet. Dir. Joan Antón Sánchez. Jove Teatre Regina. “Múltiples personajes”
1998. “PEIX PER PEIX” de Roland Schimmelpfennig. Dir. Cristina Schmutz. Teatre Espai Escènic Joan Brossa. “Hombre Pez”
1997. “EL SEXTO DÍA” de Primo Levi. Dir. Federico Tiezzi. Primera representación teatral multimedia por videoconferencia. España-Italia-Francia. “Narrador”
1992. “EL ROMANCERO GITANO” de Federico García Lorca. Dir. Eduardo Herrera. Festival V Sol de Amberes. Rahamtheater. Bélgica. “Gitano”

## Formación Actoral
2025 “La creación en la técnica del intérprete”. Espai Actua. AISGE. Alejandro Giles.
2024 “Comedia para la cámara”. Espai Actua. AISGE. Jesús Font. 2022 "Del relato escénico a la obra audiovisual: teatro en construcción". Espai Actua. AISGE/NETFLIX. Sergi Belbel.
2020. Curso de doblaje con el actor Roger Pera
2020. Clínica de la actuación por Zoom. Alejandro Catalán.
2013-2014. Posgrado en Teatro y Educación. Institut del Teatre de la Diputació de Barcelona. Vic
2014. Taller. “El imaginario actoral”. Alejandro Catalán
2013. Taller de dramatúrgia e interpretación. Alfredo Sanzol. Sala Beckett
2012. Taller de dramatúrgia e  interpretación. Juneda Incursió. Alfredo Sanzol
2010. Taller. “El Imaginario actoral”. Alejandro Catalán
2009. Taller: "El Imaginario actoral". Alejandro Catalán
2009. Actuación cinematográfica. Chus Gutiérrez
2008. Taller: "El imaginario actoral". Alejandro Catalán
2006. Taller:"El Procedimiento: taller de entrenamiento actoral". Javier Daulte
2005. Taller:"La energía del actor". Yoshi Oida
2002. Taller: "El Texto como partitura (William Shakespeare)". Salvador Oliva
2001. Taller: "El actor y el casting". Luís Gimeno
2001. Taller: "El actor cinematográfico". Creación de grupo de trabajo durante dos años. Bob McAndrew
2000. Taller: "De la voz al texto y del texto a la voz". Coralina Colom
1999-2000. Diplomado en Chi Kung. A.C. Tai Chi Chuan-Choy Li Fat- Qi Gong
1997-98. Técnicas de voz y tratamiento de las disfonías en la voz hablada y cantada. Niveles 1 y 2. Escuela de
Patología del Lenguaje. Hospital de Sant Pau de Barcelona
1998. Master de Voz para especialistas. Stephen Chun (El Tao de la Voz)
1997-98. Teatro Gestual. Christian Atanasiu
1996. Taller: "Formación del actor de televisión". Konrad Zsciedrich
1994. Taller: "Análisis Orgánico de Texto e Interpretación”. John Strasberg
1992-93. "El Método de las Acciones Físicas". Taller laboratorio. Xavier Gratacós
1991-93. Estudios de Voz "Institut del Teatre" de Barcelona
1991. Curso de Máscara Neutra. Berti Tobías. "Col.legi del Teatre"

## Formación Musical
(Escola de Música Moderna de Badalona EMB. Conservatori Professional de Música de Badalona):
Cantante solista d’EMB SON. (Salsa). En diferentes períodos.
2005-14. Coral Ritme & Veus. (Blues, Lattin, Pop, Soul, etc). Dir. Esteve Genís. EMB
2014. Canto Lírico. Juan Antonio Vergel
2014. Combo Soul. Dir. Lluís Olària. EMB
2013. Combo Lattin. Dir. Quique Soriano. EMB
2010-13. Canto. Esteve Genís. EMB
2010. Combo Blues. Lluís Olària. EMB
2009-10. Harmonia. P2 Nivell Professional. Ramon Montoliu. EMB
2010. Piano complementario. Paco Manzanares. EMB
1994-98. Lenguaje musical. EMB
1995-1998. Canto. Esteve Genís. EMB
1981-1984. Piano y Solfeo. “Conservatori Professional de Música de Badalona”
Participación numerosos cortometrajes y  anuncios de tv.  Normalmente con rol de protagonista

## Otros datos
Miembro de la Orquesta de Rock Sinfónico Progresivo OPUS ONE. “Tubular Bells 50 aniversario”.
Haz. Instituto RTVE. Documental creativo: el cine de no ficción.
Haz. Instituto RTVE. Dirección de casting para producciones audiovisuales.
Haz. Instituto RTVE. Análisis de interacciones en redes sociales.
Profesor de Teatro Aplicado para ancianos/as. En activo.
Fundador y cantante del cuarteto a capela “Game of Tones bcn”.
Miembro Numerario de la Academia de las Artes y las Ciencias Cinematográficas de España
Miembro numerario de la Acadèmia del Cinema Català
Profesor de Voz en la “Escola d’Arts Interpretatives Xavier Gratacós” BCN. (1997-2004).
Presentador/conductor del programa de humor “Canya al Badiu”. “Ràdio Ciutat de Badalona”. Programa semanal. (2019)
Numerosas participaciones para empresas en pequeños y grandes eventos, como actor y/o presentador.
Miembro de la Orquesta de Rock Sinfónico Progresivo OPUS ONE. “Tubular Bells 50 aniversario”.